# Mont Tomamu
Le mont Tomamu (トマム山, Tomamu-san) est une montagne culminant à 1 239 m d'altitude dans les monts Hidaka en Hokkaidō au Japon.